# Beniamino Gigli
Beniamino Gigli (født 20. marts 1890 i Recanati i Italien – død 30. november 1957 i Rom, Italien) var en italiensk operasanger (tenor).
Han begyndte at synge som syvårig og fik snart et stipendium til sangstudier i Rom. I 1914 vandt han en konkurrence i Parma og debuterede i La Gioconda samme år. I 1918 indspillede han sin første grammofonplade.
Han sang i blandt andet i Italien, Spanien og Sydamerika, og sang 1920-1932 på Metropolitan i New York. Han gav koncerter i en række andre lande, herunder Danmark, hvor han optrådte i K.B. Hallen i 1950.
Gigli blev betragtet som Enrico Carusos efterfølger og sin tids fremmeste tenor. Hans repertoire bestod særlig af italienske og franske operapartier, og han skrev en selvbiografi. Han nåede at medvirke i omkring 20 spillefilm.
Beniamino Gigli døde af lungebetændelse i sin villa i Rom d. 30. november 1957.